# Кубок Іспанії з футболу 1958
Кубок Іспанії з футболу 1958 — 56-й розіграш кубкового футбольного турніру в Іспанії. Титул здобув Атлетік (Більбао). 

## Календар
| Раунд      | Дата                                              | Матчі | Клуби  |
| ---------- | ------------------------------------------------- | ----- | ------ |
| 1/8 фіналу | 11-18/18-25 травня/ 27 травня 1958 (перегравання) | 16+1  | 16 → 8 |
| 1/4 фіналу | 1/8 червня 1958                                   | 8     | 8 → 4  |
| 1/2 фіналу | 15/22 червня 1958                                 | 4     | 4 → 2  |
| Фінал      | 29 червня 1958                                    | 1     | 2 → 1  |

## 1/8 фіналу
| Команда 1         | Заг. | Команда 2         | 1-й матч | 2-й матч |
| ----------------- | ---- | ----------------- | -------- | -------- |
| 11/18 травня 1958 |      |                   |          |          |
| Реал Мадрид       | 5:0  | Атлетіко (Мадрид) | 4:0      | 1:0      |
| 18/25 травня 1958 |      |                   |          |          |
| Атлетік (Більбао) | 4:0  | Сельта            | 3:0      | 1:0      |
| Осасуна           | 0:1  | Реал Сосьєдад     | 0:0      | 0:1      |
| Реал Хіхон        | 0:1  | Валенсія          | 0:0      | 0:7      |
| Еспаньйол         | 3:3  | Реал Вальядолід   | 1:1      | 2:2      |
| Реал Сарагоса     | 3:12 | Барселона         | 3:4      | 0:8      |
| Реал Хаен         | 3:0  | Гранада           | 1:0      | 2:0      |
| Лас-Пальмас       | 5:2  | Севілья           | 5:0      | 0:2      |

Перегравання
| Команда 1      | Рахунок | Команда 2       |
| -------------- | ------- | --------------- |
| 27 травня 1958 |         |                 |
| Еспаньйол      | 0:1     | Реал Вальядолід |

## 1/4 фіналу
| Команда 1       | Заг. | Команда 2         | 1-й матч | 2-й матч |
| --------------- | ---- | ----------------- | -------- | -------- |
| 1/8 червня 1958 |      |                   |          |          |
| Реал Мадрид     | 7:1  | Реал Вальядолід   | 5:1      | 2:0      |
| Реал Хаен       | 2:8  | Реал Сосьєдад     | 2:1      | 0:7      |
| Барселона       | 4:0  | Валенсія          | 3:0      | 1:0      |
| Лас-Пальмас     | 0:5  | Атлетік (Більбао) | 0:4      | 0:1      |

## 1/2 фіналу
| Команда 1         | Заг. | Команда 2     | 1-й матч | 2-й матч |
| ----------------- | ---- | ------------- | -------- | -------- |
| 15/22 червня 1958 |      |               |          |          |
| Реал Мадрид       | 5:2  | Реал Сосьєдад | 4:1      | 1:1      |
| Атлетік (Більбао) | 5:4  | Барселона     | 2:0      | 3:4      |

## Фінал
| 29 червня 1958 |

| Атлетік (Більбао)    | 2:0      | Реал Мадрид |
| -------------------- | -------- | ----------- |
| Арієта 20' Маурі 23' | Протокол |             |

| Нуево Чамартин, Мадрид Глядачів: 100 000 Арбітр: Хосе Луїс Гонсалес Ечеверрія |